# Froyla Tzalam
Dame Froyla Tzalam est une anthropologue et chef de communauté maya mopan du Belize. Elle est gouverneur général du Belize depuis le 27 mai 2021, représentant le monarque bélizien, Élisabeth II puis Charles III.

## Biographie
Froyla Tzalam est originaire du village de San Antonio, dans le district de Toledo. Elle est titulaire d'une licence en anthropologie de l'université Trinity, au Texas. Elle obtient ensuite une maîtrise en développement rural à l'université du Sussex.
Elle est ensuite directrice exécutive du Sarstoon Temash Institute for Indigenous Management (en) (SATIIM). Envisagée pour être nommée au Sénat en janvier 2017, Froyla Tzalam refuse ce poste afin de se concentrer sur son travail au SATIIM.
Le 22 avril 2021, le Premier ministre du Belize, Johnny Briceño, annonce sa nomination au poste de gouverneur général du Belize, après le départ à la retraite de Sir Colville Young. Elle entre en fonction le 27 mai 2021, devenant le troisième gouverneur général du Belize et la deuxième femme nommée à ce poste, ainsi que le premier gouverneur général indigène américain d'un royaume du Commonwealth. Le 21 mars 2022, elle est investie du titre de dame grand-croix de l'ordre de Saint-Michel et Saint-Georges par le duc de Cambridge lors de sa visite au Belize dans le cadre du jubilé de platine d'Élisabeth II.
En mai 2023, elle mène la délégation bélizienne à la cérémonie de couronnement du roi Charles III, roi du Belize, du Royaume-Uni et des autres royaumes du Commonwealth, aux côtés notamment du ministre de l'Éducation, de la Culture, des Sciences et de la Technologie, Francis Fonseca, et du secrétaire du cabinet, l'ambassadeur Stuart Leslie.

## Décorations
- Ordre de Saint-Michel et Saint-Georges. Dame grand-croix (GCMG) le 21 mars 2022[6].